# Operation Desert Fox

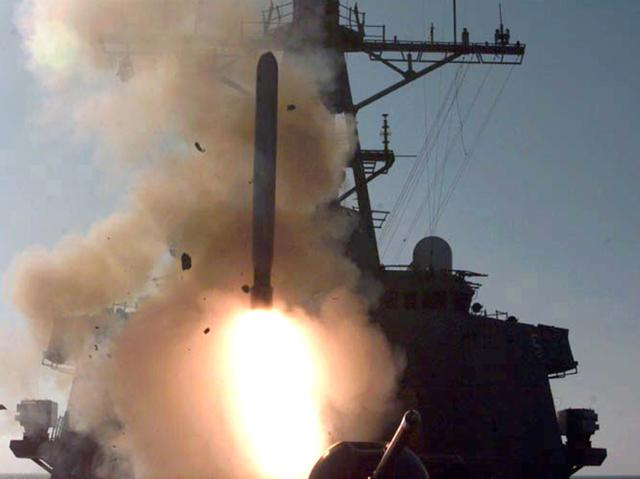
Eine BGM-109 Tomahawk wird von einem Lenkwaffen-Zerstörer der Arleigh-Burke-Klasse während der vierten Angriffswelle auf den Irak abgefeuert.

Operation Desert Fox (deutsch: „Unternehmen Wüstenfuchs“) war der militärische Codename für das viertägige Bombardement irakischer Ziele im Zeitraum vom 16. bis 20. Dezember 1998 durch die Streitkräfte der USA und Großbritannien.
Die Bomber- und Marschflugkörper-Angriffe auf etwa 100 Ziele hatten das erklärte Ziel, Saddam Husseins Möglichkeiten zur Herstellung von Massenvernichtungswaffen zu verringern. Damit war die Operation Desert Fox ein weiterer Höhepunkt in dem seit 1991 schwelenden militärischen Irak-Konflikt zwischen den Vereinten Nationen, USA und dem Irak um die Einhaltung von Sanktionen und Flugverbotszonen.
In Reaktion auf den Angriff plädierten drei der fünf ständigen Mitglieder des Sicherheitsrat der Vereinten Nationen (Russland, Frankreich, Volksrepublik China) für die Aufhebung des achtjährigen irakischen Öl-Embargos, die Umgestaltung oder Auflösung der United Nations Special Commission UNSCOM, welche für die militärische Abrüstung des Iraks verantwortlich war, sowie die Entlassung ihres australischen Vorsitzenden Richard Butler.
Die Angriffe kamen zeitgleich mit dem Beginn des Amtsenthebungsverfahren (engl. Impeachment) am 19. Dezember 1998 gegen den damaligen US-Präsidenten Bill Clinton im Zusammenhang mit der Lewinsky-Affäre und wurde von einigen Medien als Ablenkungsmanöver bewertet.
General Anthony Zinni verneinte eine Anspielung des Decknamens auf Erwin Rommel, der sich im Rahmen seines Kommandos des Afrika Korps im Zweiten Weltkrieg den Spitznamen „Wüstenfuchs“ erwarb.
Zuvor hatten US-Streitkräfte im September 1996 in Form der Operation Desert Strike einen Vergeltungsschlag gegen das irakische Regime geführt.

## Belege und Anmerkungen
1. ↑  „To answer the second one first, we didn't name it after a German general. The name was chosen probably because we intended to use surprise and immediate reaction, to be a little bit foxy, if you will. And it was no intent to use Rommel as an example for this. I don't approve those names, the Secretary does. We did recommend the name... (Laughter)“ Zinni, Anthony: Pressekonferenz zur Operation Desert Fox, 21. Dezember 1998. Abruf am 5. August 2010.